# St. Georg (Knittelsheim)
Die denkmalgeschützte, römisch-katholische Pfarrkirche St. Georg steht in der Ortsgemeinde Knittelsheim (Verbandsgemeinde Bellheim) im Kreis Germersheim (Rheinland-Pfalz). Sie ist die Hauptkirche der gleichnamigen Kirchengemeinde und gehört zur Pfarrei Bellheim. Damit gehört die Kirche zum Dekanat Germersheim im Bistum Speyer. Benannt ist sie nach ihrem Schutzpatron, dem heiligen Georg. 

## Beschreibung

Blick auf den gotischen Kirchturm

Bei dem heutigen Kirchenbau handelt es sich um eine fünfachsige Saalkirche im neoromanischen Stil, die  Elemente aus dem Rundbogenstil aufweist. Das Kirchenschiff misst eine Gesamtlänge von 22,5 m und eine Höhe von 12,2 m. Außerdem verfügt die Kirche über einen gotischen Kirchturm.
In die Wand des heutigen Kirchenraumes sind zwei Gewölbeschlusssteine der im 19. Jahrhundert abgebrochenen gotischen Kirche eingelassen. Ebenfalls aus dem alten Kirchenbau sind barocke Skulpturen aus der Mitte des 18. Jahrhunderts erhalten.
Der Chor wird nach außen hin optisch durch einen Bogen aus Sandstein mit beidseitigen Kapitellen auf halber Höhe begrenzt.

## Geschichte
Eine erste Kirche in Knittelsheim ist ab dem Jahr 1468 schriftlich belegt. Etwa aus dieser Zeit stammt der heute noch bestehende Kirchturm, der in das 15. Jahrhundert datiert wird. Von 1556 bis etwa 1680 handelte es sich, mit zwischenzeitlichen Unterbrechungen, um eine protestantische Kirche. Im Zuge der Kurpfälzischen Religionsdeklaration wurde die Kirche 1705 vollständig katholisch. Im Jahr 1739 wurde der Kirchturm erhöht. Wegen „Alters und Raummangels“ erfolgte 1832 der Abriss des Kirchenbaus, während der historische Kirchturm erhalten blieb. Zwischen 1833 und 1836 entstand der heutige neoromanische Kirchenbau nach Entwürfen von Friedrich von Gärtner unter dem Baumeister August von Voit. 
Eine Renovierung der Kirche erfolgte 2002–2004, wobei der Chorraum durch den Bayrischen Bildhauer Leopold Hafner neu gestaltet wurde.

## Orgel

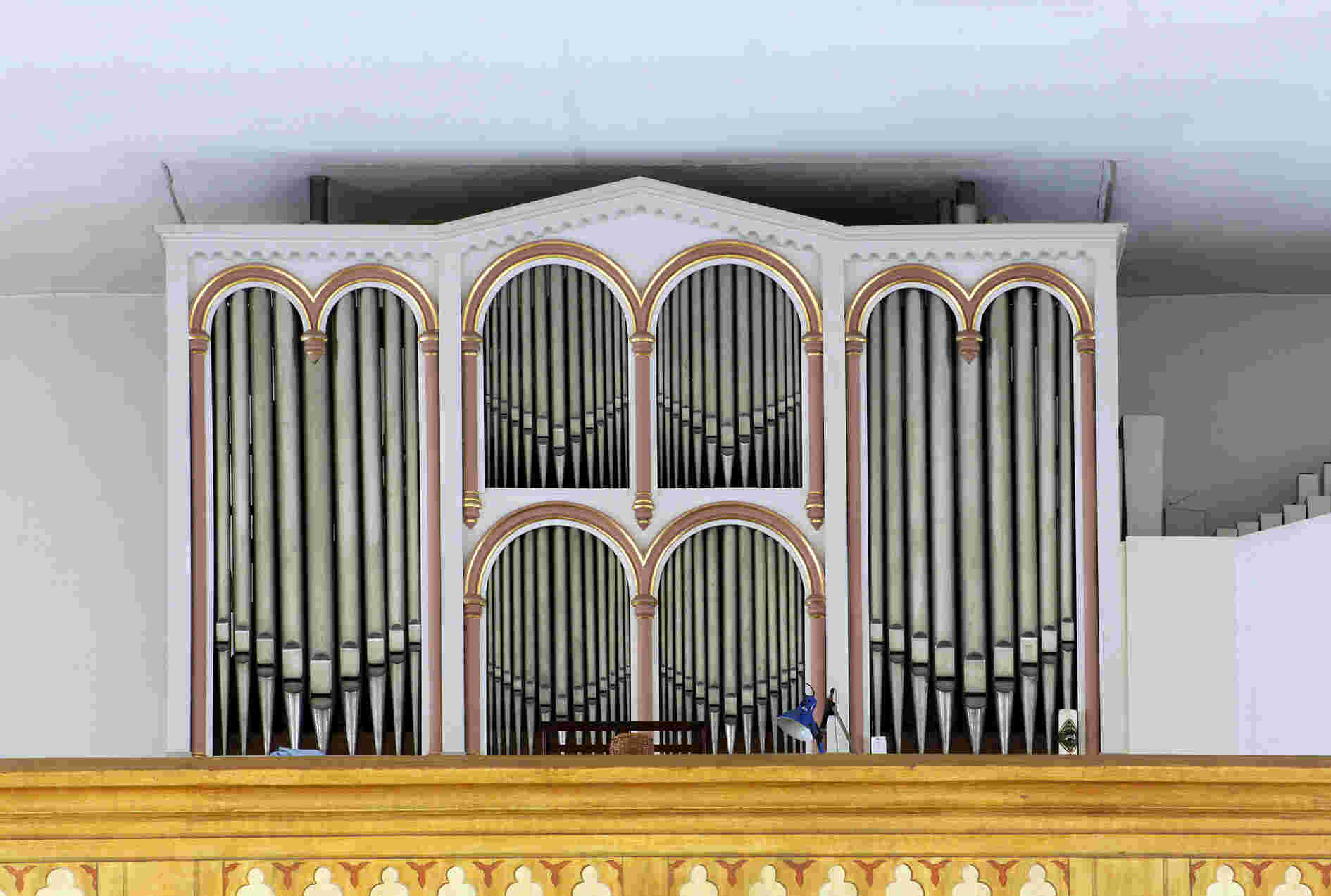
Blick auf die Empore mit der Orgel

Die Orgel auf der Empore wurde 1840 von Louis Voit gebaut. Joseph Adolf Poppe modifizierte sie im Jahr 1902. Eine erste Restaurierung erfolgte 1983 durch Gerhard Kuhn. Hierbei wurden einige Register verändert. Im Jahr 2003 wurde sie durch Kuhn erneut restauriert. Sie verfügt über 21 Register auf zwei Manualen und Pedal. Die Disposition lautet: 
| I Hauptwerk C–f3 |       |
| Prinzipal *      | 8′    |
| Gedackt          | 8′    |
| Viola di Gamba   | 8′    |
| Oktave           | 4′    |
| Rohrflöte        | 4′    |
| Quinte *         | 2 ⁄3′ |
| Oktave           | 2′    |
| Cornett III−V    |       |
| Mixtur III       | 1 ⁄3′ |
| Trompete         | 8′    |

| II Nebenwerk C–f3 |       |
| Gedackt           | 8′    |
| Salizional        | 8′    |
| Principal         | 4′    |
| Waldflöte         | 2′    |
| Salizet           | 2′    |
| Quinte            | 1 ⁄3′ |

| Pedal C–d1 |     |
| Subbass    | 16′ |
| Oktavbass  | 08′ |
| Violon     | 04′ |
| Nachthorn  | 02′ |
| Posaune    | 16′ |

* Seit der Modifizierung durch Gerhard Kuhn 1983
Die Spiel- und Registertraktur sind mechanisch, die Windladen sind als Schleiflade ausgeführt.
- Koppeln: II/I, I/P